# Purification Through Violence
Purification Through Violence – pierwszy album studyjny amerykańskiej grupy muzycznej Dying Fetus.

## Lista utworów
| 1. | "Blunt Force Trauma"       | 5:26  |
|    |                            |       |
| 2. | "Beaten into Submission"   | 2:50  |
|    |                            |       |
| 3. | "Skull Fucked"             | 2:55  |
|    |                            |       |
| 4. | "Permanently Disfigured"   | 3:25  |
|    |                            |       |
| 5. | "Raped on the Altar"       | 3:55  |
|    |                            |       |
| 6. | "Nothing Left to Pray For" | 3:55  |
|    |                            |       |
| 7. | "Nocturnal Crucifixion"    | 3:23  |
|    |                            |       |
| 8. | "Skum (Fuck the Weak)"     | 2:53  |
|    |                            |       |
|    |                            | 28:42 |
|    |                            |       |

## Twórcy
- John Gallagher – wokal, gitara
- Brian Latta – gitara
- Jason Netherton – gitara basowa, wokal
- Rob Belton – perkusja